# Ordförandeskapet i Europeiska unionens råd
Ordförandeskapet i Europeiska unionens råd, även känt som EU-ordförandeskapet, ansvarar för att leda och sammankalla Europeiska unionens råd, en av Europeiska unionens institutioner bestående av en företrädare på ministernivå för varje medlemsstat.
Ordförandeskapet roterar var sjätte månad mellan medlemsstaterna på lika villkor, så att alla medlemsstater innehar ordförandeskapet lika ofta. Rådet leds av den rådsmedlem som företräder ordförandelandet, utom i rådet för utrikes frågor, där istället den höga representanten för utrikes frågor och säkerhetspolitik är ordförande.
Europeiska rådet fastställer med kvalificerad majoritet turordningen mellan medlemsstaterna och närmare bestämmelser om hur ordförandeskapet i rådet ska organiseras. Sedan den 1 januari 2007 innehas ordförandeskapet av tre medlemsstater i taget för en period av 18 månader. Inom varje grupp roterar ordförandeskapet, så att varje medlemsstat får inneha det under sex månader. Under denna tid ska de andra två medlemsstaterna i samma grupp bistå ordförandeskapet i dess arbete.

## Historia

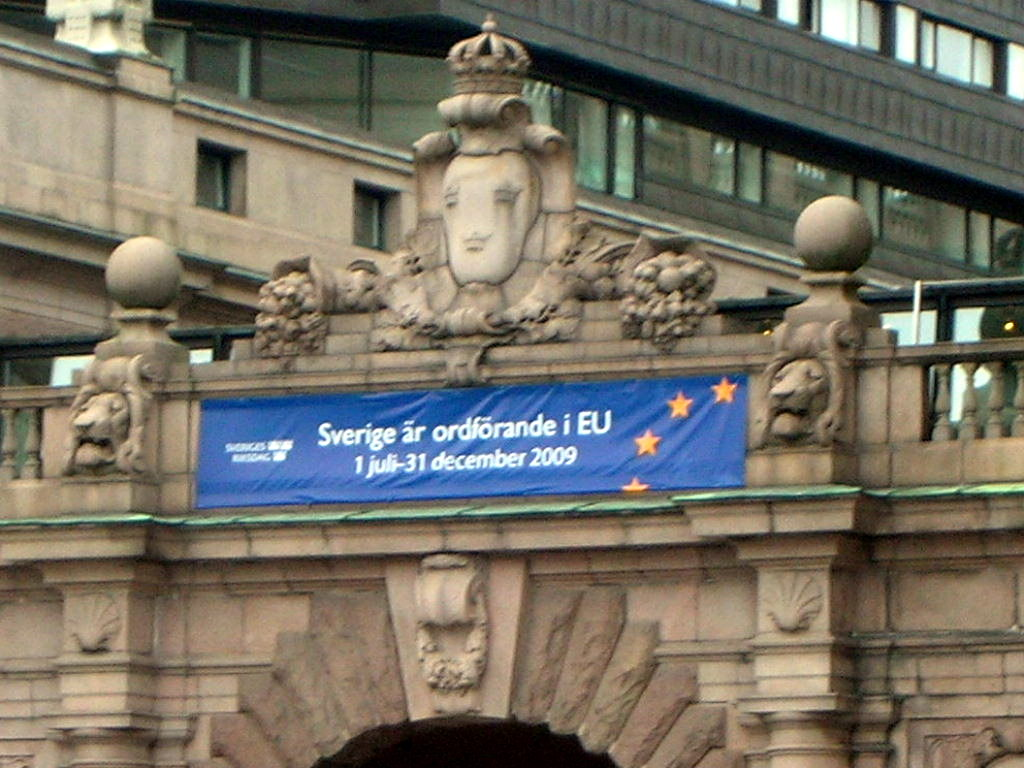
Banderoll vid riksdagen under svenska ordförandeskapet 2009.

Belgien var den första medlemsstaten att inneha ordförandeskapet i det som numera är Europeiska unionens råd. Ordförandeskapet inrättades den 1 januari 1958 i samband med upprättandet av Europeiska ekonomiska gemenskapen. Under de första åren roterade ordförandeskapet mellan de sex ursprungliga medlemsstaterna i alfabetisk ordning efter deras namn på respektive originalspråk. 1973 ägde den första utvidgningen rum då Danmark, Irland och Storbritannien anslöt sig till samarbetet. Under 1980-talet tillkom även Grekland, Portugal och Spanien. 1993 övergick rotationen från att basera sig på alfabetisk ordning till en osystematisk ordning. 2007 infördes ett nytt system för att öka kontinuiteten i ordförandeskapet. Det nya systemet innebar att medlemsstaterna tre och tre skulle inneha ordförandeskapet för en period av 18 månader.
Fram till 2009 hade ordförandeskapet det politiska ansvaret för alla politikområden på europeisk nivå och spelade en central roll i antagandet av beslut på högsta politiska nivå inom unionen. Genom Lissabonfördraget, som trädde i kraft den 1 december 2009, minskade betydelsen av ordförandeskapet genom inrättandet av en egen ordförande för Europeiska rådet. Samtidigt fick även rådet för utrikes frågor en egen ordförande, höga representanten för utrikes frågor och säkerhetspolitik, medan övriga rådskonstellationer behöll det tidigare systemet med roterande ordförandeskap. Eftersom det nya fördraget trädde i kraft mitt i Sveriges ordförandeskap fasades de nya bestämmelserna in gradvis fram till den 1 januari 2010.

## Sammansättning och funktionssätt
I alla konstellationer utom rådet för utrikes frågor leds rådet av den rådsmedlem som företräder ordförandelandet. Rådet för utrikes frågor leds istället av den höga representanten för utrikes frågor och säkerhetspolitik. Enligt fördraget om Europeiska unionen ska ordförandeskapet för andra konstellationer än utrikes frågor rotera mellan rådsmedlemmarna på lika villkor, så att alla medlemsstater innehar ordförandeskapet lika ofta. De exakta bestämmelserna antas av Europeiska rådet med kvalificerad majoritet.
Sedan den 1 januari 2007 innehas ordförandeskapet av tre medlemsstater i taget för en period av 18 månader. Medlemsstaterna ska sättas samman av rådet i sådana grupper med hänsyn till deras ”olikartade karaktär” och geografiska spridning. Inom varje grupp roterar ordförandeskapet, så att varje medlemsstat får inneha det under sex månader. Under denna tid ska de andra två medlemsstaterna i samma grupp bistå ordförandeskapet i dess arbete. Turordningen mellan medlemsstaterna fram till och med den 31 december 2030 är fastställd av rådet. Senast den 31 december 2029 måste rådet fastställa turordningen från och med den 1 januari 2031.
Varje ordförandeskap brukar synliggöra och marknadsföra sig genom en särskild webbplats, en logotyp samt genom att arrangera en konstnärlig utsmyckning i foajén i Justus Lipsius-byggnaden, där rådet håller till, i Bryssel.

### Ordförandeskapet i rådet för utrikes frågor
Sedan Lissabonfördraget trädde i kraft den 1 december 2009 leds rådet för utrikes frågor inte av den rådsmedlem som företräder ordförandelandet, utan istället innehas ordförandeskapet av den höga representanten för utrikes frågor och säkerhetspolitik. Den höga representanten leder förhandlingarna i rådet och förväntas driva arbetet framåt. Han eller hon är även första vice ordförande i Europeiska kommissionen och spelar därför en central politisk roll inom unionen, i synnerhet i utformningen av den gemensamma utrikes- och säkerhetspolitiken.
Den höga representanten utses av Europeiska rådet med kvalificerad majoritet efter godkännande av Europeiska kommissionens ordförande. I egenskap av ledamot av kommissionen utfrågas och väljs den höga representanten av Europaparlamentet i samband med varje utnämning av en ny kommission.

### Ordförandeskapet i kommittéer och arbetsgrupper
Ordförandeskapet i rådets kommittéer och andra förberedande organ innehas normalt av en företrädare för ordförandeskapet i den konstellation som det förberedande organet tillhör. Det finns dock några förberedande organ med ständiga ordförande. För följande förberedande organ väljs ordföranden av rådet: ekonomiska och finansiella kommittén, sysselsättningskommittén, kommittén för socialt skydd, militära kommittén, militära kommitténs arbetsgrupp, arbetsgruppen för kapacitetsmålet, kommittén för ekonomisk politik, kommittén för finansiella tjänster, kommittén för det europeiska forskningsområdet och innovation och uppförandekodsgruppen (företagsbeskattning). För följande förberedande organ innehas ordförandeskapet av rådets generalsekretariat: säkerhetskommittén, arbetsgruppen för information, samordningskommittén för kommunikations- och informationssystem, arbetsgruppen för kodifiering av lagstiftningen och juristlingvistgruppen.

## Funktioner och befogenheter
Ordförandeskapets främsta uppgift är att leda och driva arbetet framåt i Europeiska unionens råd, inklusive dess kommittéer och arbetsgrupper. Detta innefattar bland annat att sammankalla till sammanträden, upprätta föredragningslistor samt att utarbeta beslutsunderlag. Ordförandeskapet spelar, tillsammans med Europeiska kommissionen och den höga representanten, en central roll i internationella förhandlingar. Ordförandeskapet har också till uppgift att medla i förhandlingarna inom rådet och att företräda rådet i förhandlingarna med till exempel Europaparlamentet och kommissionen. Det finns därför sällan utrymme för ordförandeskapet att driva en egen linje i de politiska frågorna; dess uppgift är istället att försöka nå enighet inom rådet.
Vid varje halvårsskifte presenterar stats- eller regeringschefen från den medlemsstat som utövar det halvårsvisa roterande ordförandeskapet sitt politiska program för Europaparlamentet, Europeiska ekonomiska och sociala kommittén samt Europeiska regionkommittén. I slutet av denna period sammanfattar stats- eller regeringschefen ordförandeskapets arbete. Rådets ordförande har även möjlighet att närvara vid andra sammanträden. Europaparlamentet har också en kontinuerlig dialog med den höga representanten för utrikes frågor och säkerhetspolitik.
I praktiken består ordförandeskapets uppgifter av att fortsätta förhandlingarna om de frågor som övertagits från det föregående ordförandeskapet. Uppskattningsvis 80 procent av alla ärenden inom rådet är relaterade till tidigare beslut, förslag från kommissionen eller redan fastslagna prioriteringar. Ordförandeskapet har dock en möjlighet att lyfta upp frågor som det vill belysa och ge mer utrymme för. På så sätt kan ordförandeskapet i viss mån påverka den politiska agendan.

## Lista över ordförandeskapet
| År   | 1:a halvåret   | 2:a halvåret   |
| ---- | -------------- | -------------- |
| 1958 | Belgien        | Västtyskland   |
| 1959 | Frankrike      | Italien        |
| 1960 | Luxemburg      | Nederländerna  |
| 1961 | Belgien        | Västtyskland   |
| 1962 | Frankrike      | Italien        |
| 1963 | Luxemburg      | Nederländerna  |
| 1964 | Belgien        | Västtyskland   |
| 1965 | Frankrike      | Italien        |
| 1966 | Luxemburg      | Nederländerna  |
| 1967 | Belgien        | Västtyskland   |
| 1968 | Frankrike      | Italien        |
| 1969 | Luxemburg      | Nederländerna  |
| 1970 | Belgien        | Västtyskland   |
| 1971 | Frankrike      | Italien        |
| 1972 | Luxemburg      | Nederländerna  |
| 1973 | Belgien        | Danmark        |
| 1974 | Västtyskland   | Frankrike      |
| 1975 | Irland         | Italien        |
| 1976 | Luxemburg      | Nederländerna  |
| 1977 | Storbritannien | Belgien        |
| 1978 | Danmark        | Västtyskland   |
| 1979 | Frankrike      | Irland         |
| 1980 | Italien        | Luxemburg      |
| 1981 | Nederländerna  | Storbritannien |
| 1982 | Belgien        | Danmark        |
| 1983 | Västtyskland   | Grekland       |
| 1984 | Frankrike      | Irland         |
| 1985 | Italien        | Luxemburg      |
| 1986 | Nederländerna  | Storbritannien |
| 1987 | Belgien        | Danmark        |
| 1988 | Västtyskland   | Grekland       |
| 1989 | Spanien        | Frankrike      |
| 1990 | Irland         | Italien        |
| 1991 | Luxemburg      | Nederländerna  |
| 1992 | Portugal       | Storbritannien |
| 1993 | Danmark        | Belgien        |
| 1994 | Grekland       | Tyskland       |
| 1995 | Frankrike      | Spanien        |
| 1996 | Italien        | Irland         |
| 1997 | Nederländerna  | Luxemburg      |
| 1998 | Storbritannien | Österrike      |
| 1999 | Tyskland       | Finland        |
| 2000 | Portugal       | Frankrike      |
| 2001 | Sverige        | Belgien        |
| 2002 | Spanien        | Danmark        |
| 2003 | Grekland       | Italien        |
| 2004 | Irland         | Nederländerna  |
| 2005 | Luxemburg      | Storbritannien |
| 2006 | Österrike      | Finland        |
| 2007 | Tyskland       | Portugal       |
| 2008 | Slovenien      | Frankrike      |
| 2009 | Tjeckien       | Sverige        |
| 2010 | Spanien        | Belgien        |
| 2011 | Ungern         | Polen          |
| 2012 | Danmark        | Cypern         |
| 2013 | Irland         | Litauen        |
| 2014 | Grekland       | Italien        |
| 2015 | Lettland       | Luxemburg      |
| 2016 | Nederländerna  | Slovakien      |
| 2017 | Malta          | Estland        |
| 2018 | Bulgarien      | Österrike      |
| 2019 | Rumänien       | Finland        |
| 2020 | Kroatien       | Tyskland       |
| 2021 | Portugal       | Slovenien      |
| 2022 | Frankrike      | Tjeckien       |
| 2023 | Sverige        | Spanien        |
| 2024 | Belgien        | Ungern         |
| 2025 | Polen          | Danmark        |
| 2026 | Cypern         | Irland         |
| 2027 | Litauen        | Grekland       |
| 2028 | Italien        | Lettland       |
| 2029 | Luxemburg      | Nederländerna  |
| 2030 | Slovakien      | Malta          |